# Regiunea Menabe
Regiunea Menabe este una dintre cele 22 unități administrativ-teritoriale de gradul I (faritra) ale Madagascarului. Reședința sa este orașul Morondava. Acoperă o suprafață de 46.121 kilometri pătrați (17.807 square milei), iar populația sa a fost de 700.577 în 2018. Populația aparține în cea mai mare parte etniei Sakalava. Regiunea este numită după Regatul Menabe Sakalava din secolul al XVIII-lea (secolele XVI-XVIII). Numele „Menabe”, la rândul său, înseamnă „roșu mare”, după culoarea rocii laterit care domină peisajul.

## Geografie
Regiunea Menabe este situată între Mangoky și Râul Manambolo.

### Râuri
- Mangoky
- Râul Manambolo
- Râul Morondava
- Râul Tsiribihina
- Râul Sakeny